# Chráněná krajinná oblast Jeseníky
Chráněná krajinná oblast Jeseníky (CHKO Jeseníky, pol. Obszar Chronionego Krajobrazu Jesioniki) – obszar chronionego krajobrazu w Czechach, w kraju morawsko-śląskim (powiat Bruntál) i ołomunieckim (powiaty Jesionik (czes. Okres Jeseník) i Šumperk) z siedzibą w Jesioniku (czes. Jeseník). Powstał w 1969. Powierzchnia parku wynosi 740 km² i obejmuje Wysoki Jesionik (czes. Hrubý Jeseník) (z górą Pradziad - 1491 m n.p.m.) oraz przyległe do niego części Gór Opawskich (czes. Zlatohorská vrchovina) oraz Hanušovickiej vrchoviny.
Głównymi przedmiotami ochrony są:
- roślinność zielna, głównie murawy halne) położone powyżej górnej granicy lasu – (piętro alpejskie)
- strefa górnej granicy lasu
- górskie lasy, głównie górnoreglowe (bory świerkowe) oraz dolnoreglowe (buczyny)
- torfowiska i źródła
- rzadkie i chronione gatunki roślin, w tym endemitów
- ludowa architektura
- dawne sztolnie i wyrobiska podziemne, jako pamiątki dawnego górnictwa, a także miejsce nocowania i zimowania licznych gatunków nietoperzy
- krajobraz naturalny oraz kulturowy, w tym kwieciste łąki i miedze
- rzeźba terenu – różne utwory, jak kar Velké kotliny, liczne skałki, w tym klify mrozowe, gołoborza, wodospady i in.
- miejsca występowania rzadkich minerałów, np. złota, kwarcu, granatów, staurolitu, epidotu i in.